# Society for French Historical Studies
La Society for French Historical Studies (SFHS) est avec la Western Society for French History (WSFH), une des deux plus importantes sociétés américaines dévolue à l'étude de l'histoire de la France.
La SFHS édite le journal  French Historical Studies et tient une conférence annuelle. Elle est affiliée au forum de discussion académique.
La SFHS  a été fondée de façon informelle par Evelyn Acomb en 1954.